# Musca aurata
Musca aurata este o specie de muște din genul Musca, familia Cecidomyiidae. A fost descrisă pentru prima dată de Linnaeus în anul 1764.
Este endemică în Franța. Conform Catalogue of Life specia Musca aurata nu are subspecii cunoscute.